# Mobiler Flugfunkdienst

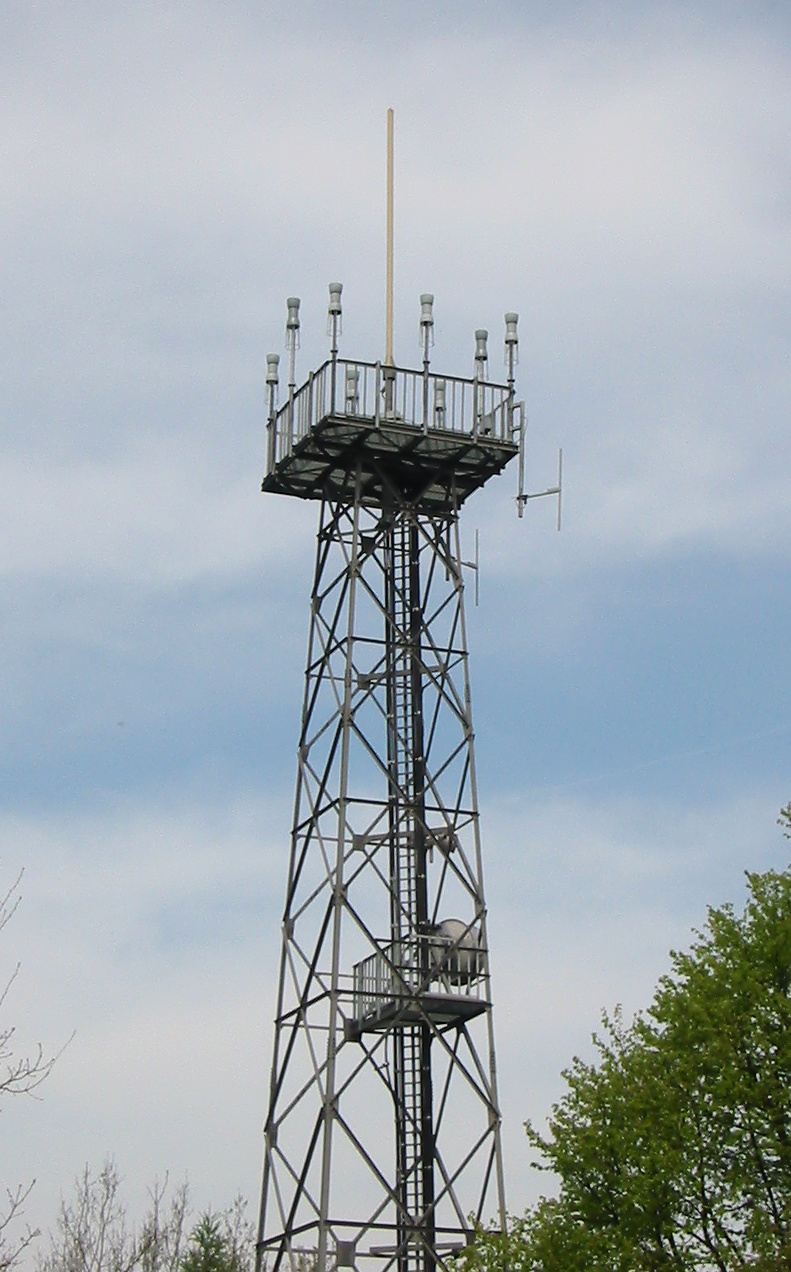
Bodenfunkstelle des Mobilen Flugfunkdienst (R) bei Hannover

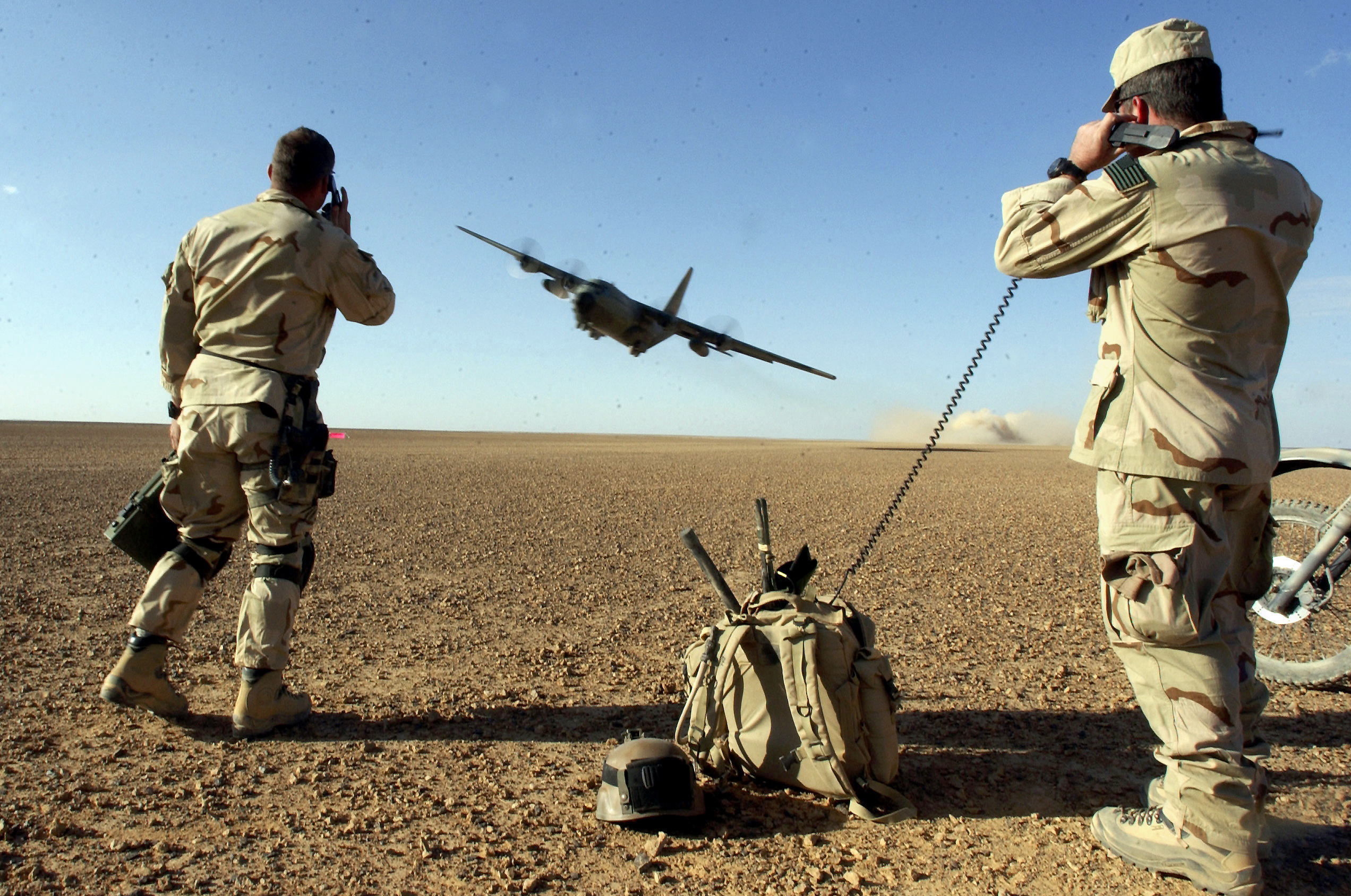
Bodenfunkstelle des Mobilen Flugfunkdienstes (OR) in Afghanistan

Der Mobile Flugfunkdienst, auch Beweglicher Flugfunkdienst oder kurz einfach Flugfunk (englisch aeronautical mobile service) ist entsprechend der Definition der Vollzugsordnung für den Funkdienst (VO Funk) der Internationalen Fernmeldeunion (ITU) ein Mobilfunkdienst zwischen Bodenfunkstellen und Luftfunkstellen oder zwischen Luftfunkstellen, an dem auch Rettungsgerätfunkstellen teilnehmen dürfen. Notfunkbaken zur Kennzeichnung der Notposition (z. B. Absturzstelle eines Flugzeugs) dürfen auf dafür festgelegten Notfrequenzen ebenfalls an diesem Funkdienst teilnehmen.

## Einteilung
Die VO Funk kategorisiert diesen Funkdienst wie folgt:
Artikel 1.32 bis 1.37 Mobiler Flugfunkdienst:
- Mobiler Flugfunkdienst (OR), Flüge außerhalb ziviler Flugverkehrsrouten (off-route), meist militärische Flüge
- Mobiler Flugfunkdienst (R), Flüge auf zivilen Flugverkehrsrouten (route)
- Mobiler Flugfunkdienst über Satelliten
  - Mobiler Flugfunkdienst über Satelliten (OR)
  - Mobiler Flugfunkdienst über Satelliten (R)

Prinzip des Mobilen Flugfunkdienstes über Satelliten
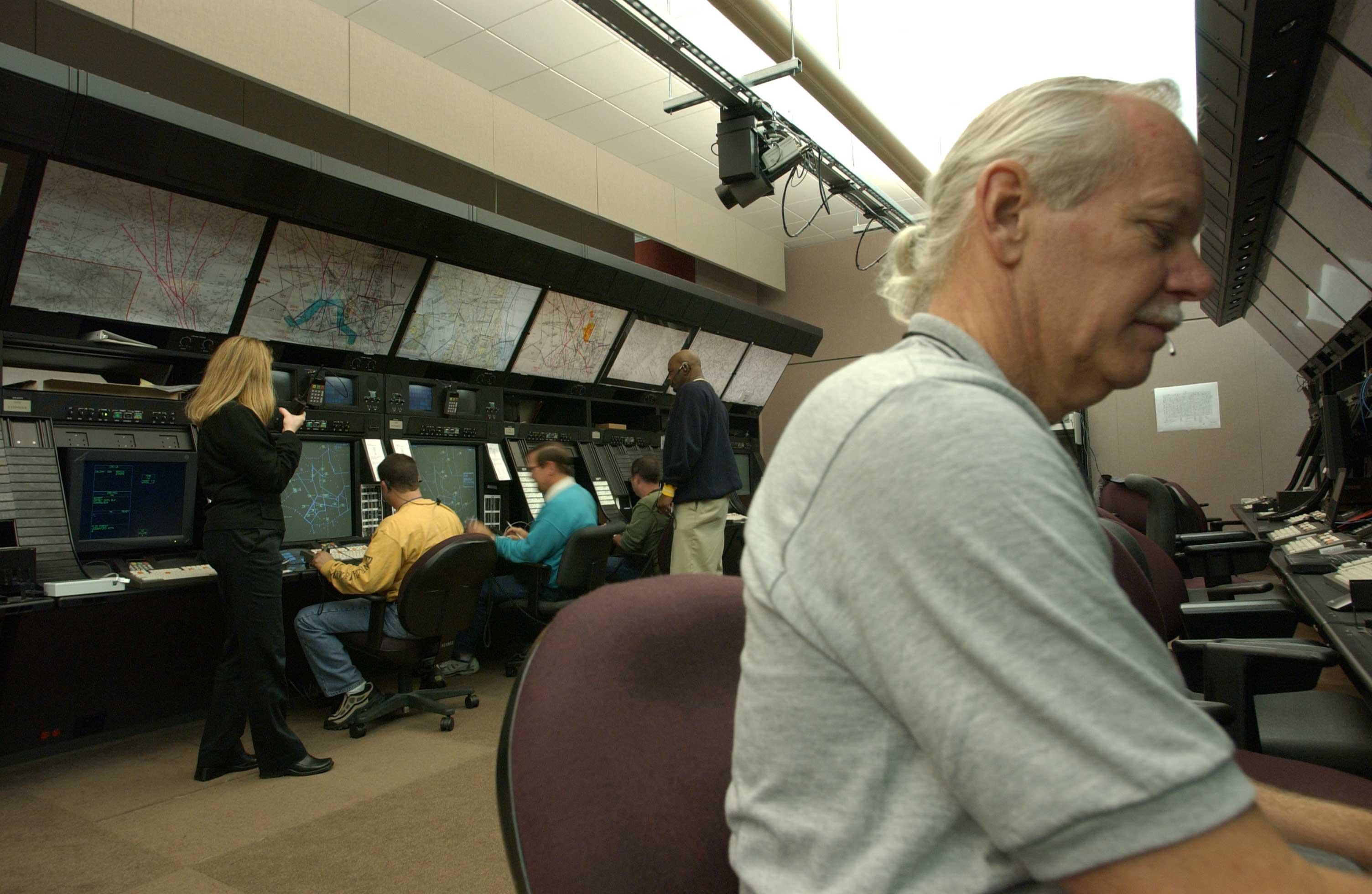
Nutzung des Mobiler Flugfunkdienst (R) im Washington Air Route Traffic Control Center
- Funkverkehr der Notlandung des US-Airways-Flug 1549 im Hudson River
- Britische VOLMET-Aussendung auf Kurzwelle